# الدر اسکورولز
کتیبه‌های کهن (به انگلیسی: The Elder Scrolls) عنوان یک مجموعه بازی ویدئویی به سبک نقش‌آفرینی اکشن و جهان باز است که به طور معمول توسط استودیو بازی‌سازی بتزدا توسعه یافته و به‌وسیلهٔ بتزدا سافت‌ورکز منتشر می‌شود. این سری بازی برای داشتن طراحی فوق‌العاده، جزئیات بسیار غنی دنیای باز آن و تمرکز بر روی روند بازی غیرخطی شناخته شده‌است. شروع ساخت سری بازی الدر اسکرولز از سال ۱۹۹۲ شروع شده و در نهایت بتزدا اولین قسمت در این سری را با نام الدر اسکرولز: آرینا در سال ۱۹۹۴ برای سیستم عامل داس رایانه شخصی منتشر کرد. مجموعه بازی‌های الدر اسکرولز تا به حال جوایز بسیاری را از رسانه‌های متعدد دریافت نموده‌اند.

## تاریخچه
| ۱۹۹۴ | The Elder Scrolls: Arena                          |
| ۱۹۹۵ |                                                   |
| ۱۹۹۶ | The Elder Scrolls II: Daggerfall                  |
| ۱۹۹۷ | An Elder Scrolls Legend: Battlespire              |
| ۱۹۹۸ | The Elder Scrolls Adventures: Redguard            |
| ۱۹۹۹ |                                                   |
| ۲۰۰۰ |                                                   |
| ۲۰۰۱ |                                                   |
| ۲۰۰۲ | The Elder Scrolls III: Morrowind                  |
| ۲۰۰۲ | The Elder Scrolls III: Tribunal                   |
| ۲۰۰۳ | The Elder Scrolls III: Bloodmoon                  |
| ۲۰۰۳ | The Elder Scrolls Travels: Stormhold              |
| ۲۰۰۴ | The Elder Scrolls Travels: Dawnstar               |
| ۲۰۰۴ | The Elder Scrolls Travels: Shadowkey              |
| ۲۰۰۵ |                                                   |
| ۲۰۰۶ | The Elder Scrolls IV: Oblivion                    |
| ۲۰۰۶ | The Elder Scrolls Travels: Oblivion               |
| ۲۰۰۶ | The Elder Scrolls IV: Knights of the Nine         |
| ۲۰۰۷ | The Elder Scrolls IV: Shivering Isles             |
| ۲۰۰۸ |                                                   |
| ۲۰۰۹ |                                                   |
| ۲۰۱۰ |                                                   |
| ۲۰۱۱ | The Elder Scrolls V: Skyrim                       |
| ۲۰۱۲ | The Elder Scrolls V: Skyrim – Dawnguard           |
| ۲۰۱۲ | The Elder Scrolls V: Skyrim – Hearthfire          |
| ۲۰۱۲ | The Elder Scrolls V: Skyrim – Dragonborn          |
| ۲۰۱۳ |                                                   |
| ۲۰۱۴ | The Elder Scrolls Online                          |
| ۲۰۱۵ |                                                   |
| ۲۰۱۶ | The Elder Scrolls V: Skyrim – Special Edition     |
| ۲۰۱۷ | The Elder Scrolls: Legends                        |
| ۲۰۱۷ | The Elder Scrolls V: Skyrim VR                    |
| ۲۰۱۷ | The Elder Scrolls Online – Morrowind              |
| ۲۰۱۸ | The Elder Scrolls Online – Summerset              |
| ۲۰۱۹ | The Elder Scrolls Online – Elsweyr                |
| ۲۰۲۰ | The Elder Scrolls: Blades                         |
| ۲۰۲۰ | The Elder Scrolls Online – Greymoor               |
| ۲۰۲۱ | The Elder Scrolls Online – Blackwood              |
| ۲۰۲۱ | The Elder Scrolls V: Skyrim – Anniversary Edition |
| ۲۰۲۲ | The Elder Scrolls Online – High Isle              |
| ۲۰۲۳ |                                                   |
| ۲۰۲۴ |                                                   |
| TBA  | The Elder Scrolls VI                              |

### پیش از الدر اسکرولز
قبل از کار روی سری الدر اسکورولز، بتزدا عمدتا روی بازی های ورزشی و اکشن کار می‌کرد.  بتزدا در ششمین سال از زمان تأسیس خود، یعنی سال ۱۹۹۴، بازی آرنا را منتشر کرد. بتزدا تا آن زمان ده بازی را منتشر کرده بود که شش بازی از آن‌ها ورزشی بودند وشامل عناوینی مانند Hockey League Simulator ، NCAA Basketball: Road to Final Four (نسخه '91 / '92  ) ، و Wayne Gretzky Hockey ، و چهار بازی از روی فیلم‌های سینمایی می‌شد،  که مهم‌ترین آن‌ها سری ترمیناتور بود.